# SQUALL (氷室京介の曲)
「SQUALL」（スコール）は、1996年8月15日に発売された氷室京介の13枚目のシングル。

## 収録曲
1. SQUALL
  - 作詞：氷室京介、松井五郎 / 作曲：氷室京介 / 編曲：氷室京介、美久月千晴

松本明子主演の日本テレビ系ドラマ『グッドラック』主題歌。
また、この曲は同年10月26日放送分の『めちゃ×2イケてるッ!』のコーナー「ICDTV」で岡村隆史が「オ室京介」名義で同曲のパロディPVを撮ったことでも有名になった。
本人曰く「あっという間に書き上げた」曲で、作詞にも久々に携わっている。
2. PLEASURE SKIN
  - 作詞：松井五郎 / 作曲：氷室京介、佐橋佳幸

6thアルバム『MISSING PIECE』やベストアルバムに収録された際には、前曲のアウトロからクロスフェードする形で収録された。

## 収録アルバム
SQUALL
- MISSING PIECE
- Collective SOULS 〜THE BEST OF BEST〜
- Case of HIMURO
- 20th Anniversary ALL SINGLES COMPLETE BEST JUST MOVIN' ON 〜ALL THE-S-HIT〜

PLEASURE SKIN
- MISSING PIECE
- Collective SOULS 〜THE BEST OF BEST〜
- Case of HIMURO

## ライブ映像作品
SQUALL
- CASE OF HIMURO 15th Anniversary Special LIVE
- 20th ANNIVERSARY TOUR 2008 JUST MOVIN' ON -MORAL〜PRESENT-
- 20th Anniversary TOUR 2008 JUST MOVIN' ON -MORAL〜PRESENT- Special Live at the BUDOKAN

PLEASURE SKIN
- CASE OF HIMURO 15th Anniversary Special LIVE